# 0874
0874 è il prefisso telefonico del distretto di Campobasso, appartenente al compartimento di Pescara.
Il distretto comprende la parte meridionale della provincia di Campobasso e tre comuni della provincia di Isernia. Confina con i distretti di Termoli (0875) a nord, di San Severo (0882) e di Foggia (0881) a est, di Benevento (0824) e di Caserta (0823) a sud, di Isernia (0865) e di Vasto (0873) a ovest.

## Aree locali e comuni
Il distretto di Campobasso comprende 74 comuni suddivisi nelle 4 aree locali di Bojano (ex settori di Bojano, Riccia e San Giuliano del Sannio), Campobasso, Larino (ex settori di Bonefro, Casacalenda, Larino e Sant'Elia a Pianisi) e Trivento (ex settori di Frosolone, Lucito, Sant'Angelo Limosano, Torella del Sannio e Trivento), e nelle 18 reti urbane di Bagnoli del Trigno, Bojano, Bonefro, Campobasso, Campolieto, Casacalenda, Casalciprano, Castropignano, Frosolone, Larino, Lucito, Montefalcone nel Sannio, Riccia, San Giuliano del Sannio, Sant'Angelo Limosano, Sant'Elia a Pianisi, Torella del Sannio e Trivento. I comuni compresi nel distretto sono: Bagnoli del Trigno (IS), Baranello, Bojano, Bonefro, Busso, Campobasso, Campochiaro, Campodipietra, Campolieto, Casacalenda, Casalciprano, Castelbottaccio, Castellino del Biferno, Castelmauro, Castropignano, Cercemaggiore, Cercepiccola, Civitacampomarano, Colle d'Anchise, Colletorto, Duronia, Ferrazzano, Fossalto, Frosolone (IS), Gambatesa, Gildone, Guardialfiera, Guardiaregia, Jelsi, Larino, Limosano, Lucito, Lupara, Macchia Valfortore, Matrice, Mirabello Sannitico, Molise, Monacilioni, Montagano, Montefalcone nel Sannio, Montelongo, Montemitro, Montorio nei Frentani, Morrone del Sannio, Oratino, Petrella Tifernina, Pietracatella, Pietracupa, Provvidenti, Riccia, Ripabottoni, Ripalimosani, Roccavivara, Rotello, Salcito, San Biase, San Felice del Molise, San Giovanni in Galdo, San Giuliano del Sannio, San Giuliano di Puglia, San Massimo, San Polo Matese, Santa Croce di Magliano, Sant'Angelo Limosano, Sant'Elena Sannita (IS), Sant'Elia a Pianisi, Sepino, Spinete, Torella del Sannio, Toro, Trivento, Tufara, Ururi e Vinchiaturo .
AREE LOCALI E RETI URBANE
Area Locale di Bojano
Comprende le Reti Urbane di Bojano, Riccia e San Giuliano del Sannio.
Rete Urbana di Bojano
Comprende i Comuni di Bojano, Campochiaro, Colle d'Anchise, Guardiaregia, San Massimo.
Rete Urbana di Riccia
Comprende i Comuni di Gambatesa, Jelsi, Riccia e Tufara.
Rete Urbana di San Giuliano del Sannio
Comprende i Comuni di Cercemaggiore, Cercepiccola, San Giuliano del Sannio e Sepino.
Area Locale di Campobasso
Comprende le Reti Urbane di Campobasso, Campolieto, Casalciprano e Castropignano.
Rete Urbana di Campobasso
Comprende i Comuni di Baranello, Busso, Campobasso, Campodipietra, Ferrazzano, Gildone, Matrice, Mirabello Sannitico, Montagano, Oratino, Ripalimosani, San Giovanni in Galdo, Toro e Vinchiaturo.
Rete Urbana di Campolieto
Comprende i soli due Comuni di Campolieto e Monacilioni.
Rete Urbana di Casalciprano
Comprende il solo Comune di Casalciprano.
Rete Urbana di Castropignano
Comprende il solo Comune di Castropignano.
Area Locale di Larino
Comprende le Reti Urbane di Bonefro, Casacalenda, Larino e Sant'Elia a Pianisi.
Rete Urbana di Bonefro
Comprende i Comuni di Bonefro, Colletorto, San Giuliano di Puglia e Santa Croce di Magliano.
Rete Urbana di Casacalenda
Comprende i Comuni di Casacalenda, Guardialfiera, Morrone del Sannio, Provvidenti e Ripabottoni.
Rete Urbana di Larino
Comprende i Comuni di Larino, Montelongo, Montorio nei Frentani, Rotello ed Ururi.
Rete Urbana di Sant'Elia a Pianisi
Comprende i Comuni di Macchia Valfortore, Pietracatella e Sant'Elia a Pianisi.
Area Locale di Trivento
Comprende le Reti Urbane di Bagnoli del Trigno, Frosolone, Lucito, Montefalcone nel Sannio, Sant'Angelo Limosano, Torella del Sannio e Trivento.
Rete Urbana di Bagnoli del Trigno
Comprende il solo Comune di Bagnoli del Trigno (IS).
Rete Urbana di Frosolone
Comprende i soli due Comuni di Frosolone (IS) e Sant'Elena Sannita (IS).
Rete Urbana di Lucito
Comprende i Comuni di Castelbottaccio, Castellino del Biferno, Castelmauro, Civitacampomarano, Lucito, Lupara e Petrella Tifernina.
Rete Urbana di Montefalcone nel Sannio
Comprende i Comuni di Montefalcone nel Sannio, Montemitro e San Felice del Molise.
Rete urbana di Sant'Angelo Limosano
Comprende i Comuni di Limosano, San Biase e Sant'Angelo Limosano.
Rete Urbana di Torella del Sannio
Comprende i Comuni di Duronia, Fossalto, Molise, Pietracupa e Torella del Sannio.
Rete Urbana di Trivento
Comprende i Comuni di Roccavivara, Salcito e Trivento.